# Egipatski Arapi
Egipatski Arapi, arapski narod, preko 46,000,000 pripadnika, poglavito naseljen u Egiptu (43,392,000; 2008) te u Iraku (578,000), Saudijskoj Arabiji (440,000), Libiji (488,000), Sudanu (517,000), SAD-u (254,000), i drugdje, ukupno u 24 zemlje. Na područje Egipta dolaze islamskom invazijom 639. iza Krista, u ime tzv. Pravednih kalifa (الخلفاء الراشدون al-Khulafā’u r-Rāshidūn), imenom kojim se u sunitskom islamu označavaju prva četvorica kalifa koji su vladali nakon smrti proroka Muhameda. Znatan dio Egipćana ne prelazi na islam ni za arapske vladavine od (641. do 1250.), ni za mamelučke od 1250-1517, ni za osmanske od 1517. – 1918., pa se oni i danas nazivaju Koptima, što je nastalo od arapskog naziva za Egipćane quft ili qĭft, i iskvareni je oblik grčkog naziva αἰγύπτιοι. Kopte koji su kršćani monofiziti i etnički Egipćani ne smije se brkati s egipatskim Arapima koji zajedno sa Židovima pripadaju semitskoj skupini naroda i jezika.